# Onomàsticon d'Amenemipet
L'Onomàsticon d'Amenemipet, també anomenat Onomàsticon d'Amenop és un document egipci, escrit en algun moment entre finals de la dinastia XX i la dinastia XXII. És una llista que pertany a la categoria de l'onomàsticon, tradició que va començar a l'Imperi Mitjà i inclou l'Onomasticon Ramesseum.
 
Es tracta d'un text administratiu que relaciona 610 entitats organitzades jeràrquicament, en lloc de donar una simple llista de termes. Es coneixen deu fragments, amb versions sobre papir, fusta, cuir i ceràmica. És l'únic onomasticon en el qual figura el nom de l'autor.
El seu contingut inclou molts grups, inclosos cossos celestes, ciutats, pobles, oficis, edificis, tipus de terra, productes agrícoles, begudes i les parts d'un bou. En ell s'inclouen diversos grups de Pobles de la mar i libis, com els denyen o dànaus, kehek, libu, lukka, meixweix, nubians, i sherden.
L'Onomàsticon d'Amenemipet és una important ajuda per a l'estudi de la vida a l'antic Egipte: l'administració i la cort, el sacerdoci, la història dels Pobles de la Mar, la geografia i organització política del Llevant mediterrani al final de l'Imperi Nou i el Tercer període intermedi.
Entre les còpies o fragments que existeixen, la millor conservada és l'aconseguida per Vladímir Golenísxev: l'anomenat Papir de Moscou, trobat a Al-Hiba i conservat al Museu de Belles Arts Puixkin, en el qual l'autor s'identifica com s «Amenemipet, fill d'Amenemipet». Està datat a la dinastia XXI, i Alan Gardiner el va traduir en 1947.

## Esquema
Després d'un llarg títol, l'escriba dels llibres dels déus de la Casa de la Vida, Amenemipet fill d'Amenemipet comença a descriure tot el que existeix, per instruir els ignorants. Les paraules estan ordenades per temes:
- 1-62: el cel, l'aigua, la Terra.
- 63-229: déus, esperits, faraons, escribes.
- 230-312: persones i grups de persones, entre elles els pobles i les terres estrangeres (238-294).
- 313-419: ciutats de l'Alt i del Baix Egipte.
- 420-473: edificis i els components, i diferents tipus de terres.
- 474-578: terres agràries, classes de grans, altres productes.
- 579-610: parts d'un bou i tipus de carn.

El manuscrit de Golenisxev acaba en la paraula número 610. Hi ha un fragment d'un papir del Tercer període intermedi que conté noms de plantes i arbres, conservat al Museu Britànic amb la referència ESA 10795, però mai no s'ha publicat la transcripció ni la seva traducció.